# Philippe Massoni
Philippe Massoni (Zúrich, 13 de enero de 1936-París, 14 de febrero de 2015) fue un político y prefecto francés, representante del presidente de Francia en Andorra (representó a Jacques Chirac y después a Nicolás Sarkozy) desde el 26 de julio de 2002, sustituyendo a Frédéric de Saint-Sernin.